# Hüseyin Akmaz
Hüseyin Akmaz (* 19. Juli 1987 in Izmir) ist ein türkischer Fußballspieler.

## Karriere
Akmaz spielte bei Bucaspor, Zeytinburnuspor, Balıkesirspor, Nazilli Belediyespor, Bayrampaşaspor und bei Gümüşhanespor. Seit 2014 steht er bei Tavşanlı Linyitspor unter Vertrag.